# 狹海之王
〈狹海之王〉（英語：King of the Narrow Sea）是美國HBO奇幻劇情电视剧《龍族前傳》第一季的第四集。該集由艾拉·帕克（Ira Parker）編劇，克萊爾·基爾納執導，並於2022年9月11日首播。
該集獲得普遍的正面評價，影評人稱讚帕克編寫的劇本、基爾納的執導以及演員的演出，尤其是派迪·康斯丁。

## 劇情

### 風息堡
雷妮拉·坦格利安公主（米莉·愛考克 飾）前往風息堡會見眾多追求者，而博蒙德·拜拉席恩伯爵（朱利安·路易斯·瓊斯 飾）在一旁為她指導，但她對在場所有追求者都不感興趣，因而一一拒絕並離開風息堡。

### 君臨
雷妮拉乘船回到君臨，同時戴蒙·坦格利安親王（馬特·史密斯 飾）亦騎著他的巨龍科拉克休從石階列島來到會見韋賽里斯·坦格利安一世國王（派迪·康斯丁 飾）。戴蒙稱自己被眾人推舉為“狹海之王”，但他隨後跪下宣誓效忠韋賽里斯，並摘下自己的王冠交給他。兩兄弟在盛宴上慶祝重聚，雷妮拉向亞莉森·海塔爾王后（艾蜜莉·凱利 飾）說懷念她們之間的友誼，亞莉森亦向雷妮拉吐露自己在與韋賽里斯結婚後的孤獨。
當天深夜，雷妮拉偽裝成男孩和戴蒙偷偷溜出去探索君臨；他們一起喝酒，看一場猥褻作樂的戲劇，最後去到一間妓院。戴蒙引誘他的侄女雷妮拉發生性行為，她亦心甘情願地接受，但戴蒙無法完全被激起性欲，因此遺下她一人自己離開。回到紅堡後，雷妮拉勾引克里斯頓·科爾爵士（法比恩·法蘭科 飾）並最後發生性行為。
翌日，奧托·海塔爾爵士（萊斯·伊凡 飾）的間諜告訴他戴蒙和雷妮拉昨晚發生的事情，他隨後將其彙報給韋賽里斯。亞莉森無意中在旁聽到該消息，她隨後私下詢問雷妮拉事情的真確，雷妮拉以親母的名義發誓沒有與戴蒙發生過性行為。韋賽里斯憤怒地與戴蒙對質，而戴蒙若有若無地承認這些指控，然後更向韋賽里斯提議自己與雷妮拉結婚。韋賽里斯失望地說弟弟戴蒙只想通過婚姻獲得王位，隨後將戴蒙放逐回艾林谷。
為了避免醜聞繼續流傳，韋賽里斯命令雷妮拉嫁給蘭諾·瓦列利昂爵士（提奧·內特（Theo Nate） 飾）。雷妮拉無奈只能接受，但亦同時向父親指出奧托一直通過操縱他來獲得更多權力。韋賽里斯在一番考慮後，召見奧托並解除他國王之手的職務。最後，韋賽里斯在當晚派梅羅斯大學士（大衛·霍羅維奇 飾）給雷妮拉一杯月茶，以防她懷上叔叔戴蒙的孩子。

## 迴響

### 收視率
該集在播出後的美國總收視人數為181萬觀眾，並在美國18-49歲的成年人統計人口中獲得0.41的收視率。

### 評價
該集獲得大多數的正面評價。根据評論匯總网站爛番茄汇总的98篇评论文章，87%的评论家给予该作正面评价，使之獲得「認證新鮮」標識，平均打分为7.60分（满分10分）」
為《GamesRadar+》撰稿的莫莉·愛德華茲（Molly Edwards）給該集四顆半星的評價（滿分五顆星），並表示：“在經過上星期眩目且可怕的場面之後，‘狹海之王’是該劇出色表現的回歸之作：動機不明地玩著曲折的遊戲。該集在結束前巧妙地讓每個主要演員的角色都陷入極其艱難的處境。”《Den of Geek》的亞歷克·博哈拉德（Alec Bojalad）給該集四顆星的評價（滿分五顆星）並說：“該劇對時間的處理方式仍然是一把瓦雷利亞雙刃劍……《龍族前傳》在許多細節上都做得很好，以至於你希望能有更多時間沉溺其中。”《The Telegraph》的邁克爾·迪肯（Michael Deacon）也給該集四顆星的評價（滿分五顆星），並將其稱為“迄今為止該劇中最出色的一集”。
《影音俱樂部》的珍娜·舍勒（Jenna Scherer）給該集評分為“B+”，並稱讚艾拉·帕克的編劇、克萊爾·基爾納的執導、拉民·賈瓦迪的配樂以及馬特·史密斯和米莉·愛考克的演出。此外對於帕克和基爾納，舍勒表示：“兩人成功地創造《龍族前傳》一直非常缺乏的敘事和情感驅動……該集同時緊張、色情、高明，甚至我敢說——有趣。”《IGN》的海倫·奧哈拉給該集7/10分的評價並說：“在經過上星期的動作場面之後，這更安靜、幾乎沒有動作的一集再次聚焦於王朝問題和性關係上。該集的演出、拍攝和節奏都很好，但如果要追上《權力遊戲》的高度，其不快樂並受牽涉的角色們則需要一點發酵。”她亦讚揚該集的編劇、製作品質和演出，尤其是康斯丁。《纽约时报》的傑里米·埃格納（Jeremy Egner）也對該集贊不絕口，並稱讚康斯丁和愛考克在銀幕上充滿活力的演出。

## 外部連結
- 互联网电影数据库上狹海之王的资料（英文）

- 《狹海之王》（页面存档备份，存于）在HBO
- 爛番茄上《狹海之王》的資料（英文）